# Сортування (фільм)
«Сортування» (англ. Triage) — драматичний фільм 2009 року режисера Даніса Тановіча, знятий за власним сценарієм, з Коліном Фарреллом, Пас Вегою, Бранко Джурічем і Крістофером Лі в головних ролях. Сюжет фільму — це похмура розповідь про фотожурналіста (Фаррелл), який повертається додому після небезпечного завдання в Курдистані під час геноциду «Анфаль» 1988 року проти курдського народу. Фільм присвячений психологічному впливу війни на фотожурналіста. Він оснований на однойменному романі американського військового кореспондента Скотта Андерсона.

## Сюжет
1988 рік, Марк Волш (Колін Фаррелл) — фотожурналіст, який заслужив репутацію роботою в одних із найнебезпечніших місць на Землі. Коли його редактор Емі (Джуліет Стівенсон) просить висвітлити кампанію Саддама Хусейна проти курдів, Марк з легкістю погоджується. Його дружина Єлена (Пас Вега) занепокоєна дорученням чоловіка. Марк і його друг фотограф Девід (Джеймі Сівес) впевнено вирушають на війну. Марк фотографує сильно поранених солдатів і лікаря, який стріляє в них, щоб позбавити їх від страждання. Після нещасного випадку на річці поранений Марк повертається додому, залишивши колегу. Єлена зауважує, що він став зовсім іншою людиною: виснажений і не може розслабитися.
Єлена не може розговорити Марка про події, які травмували його, тому звертається по допомогу до свого діда психоаналітика з військовим досвідом Хоакіна (Крістофер Лі). Присутність діда запалює старий конфлікт між ним і Єленою; лікар був прихильником Франко під час громадянської війни в Іспанії. Він допоміг солдатам Франко оговтатися від жорстоких дій, які вони вчиняли протягом війни. Єлена так і не змогла пробачити це.
Друга частина фільму зображує терплячу наполегливість Хоакіна, щоб Марк зіткнутися зі своїми спогадами. Хоакін особливо цікавиться, чому Марк більше зосереджений на поверненні тіла до родини, аніж на виживанні чи смерті. У той час як Марк малює місцевість, де він і Девід знаходилися, з'являється вагітна дружина напарника, Діана (Келлі Райллі). Хоакін каже йому, що сам зізнається в тому, що сталося. Спогад показує, що Марк пішов за Девідом, коли він вирішив повернутися до курдського табору, їх обстріляли. Девід втратив обидві ноги. Марк намагався віднести його назад.
Після розповіді в Діани починаються перейми. В лікарні вона народжує дівчинку. Марк, Єлена і Хоакін відвідують Діану. Марк не може розповісти «кінець історії», підійшовши до краю даха, чоловік вважає, що він стрибає. Він говорить Хоакіну та Єлені, що він стрибнув у річку з Девідом. Його руки були на шиї друга, однієї миті Марк відчув, що Девід не може дихати у воді. Він відпустив Девіда. Зі сльозами на очах Марк зізнався в почутті провини перед колегою. Єлена обіймає його, а фільм закінчується цитатою Платона: «Тільки мертві бачать кінець війни».

## У ролях
| Актор             | Роль              |
| ----------------- | ----------------- |
| Колін Фаррелл     | Марк Волш         |
| Пас Вега          | Єлена Моралес     |
| Крістофер Лі      | Хоакін Моралес    |
| Бранко Джуріч     | доктор Талзані    |
| Келлі Райллі      | Діана             |
| Джеймі Сівес      | Девід             |
| Ріс Рітчі         | хлопчик у Бейруті |
| Джуліет Стівенсон | Емі               |
| Ієн Мак-Елгінні   | Іван              |

## Створення фільму

### Виробництво
Знімання відбувалося з квітня по червень в Ірландії та на знімальних майданчиках «Ciudad de la Luz» в Аліканте, Іспанія.

### Знімальна група
- Кінорежисер — Даніс Тановіч
- Сценарист — Даніс Тановіч
- Кінопродюсер — Марк Башет
- Композитор — Лусіо Годой
- Кінооператор — Шеймас Дізі
- Кіномонтаж — Франческа Калвеллі, Гарет Янг
- Художник-постановник — Дерек Воллес
- Артдиректор — Майкл Гіггінс
- Художник-костюмер — Лорна Марі Муган
- Підбір акторів — Ніна Голд[3]

## Сприйняття

### Критика
Фільм отримав змішані відгуки. На сайті Rotten Tomatoes 54 % від глядачів із середньою оцінкою 3,3/5 (1 651 голос). Фільму зарахований «розсипаний попкорн» від глядачів, Internet Movie Database — 6,5/10 (9 601 голос).

### Номінації та нагороди
| Нагороди та номінації фільму «Сортування» | Нагороди та номінації фільму «Сортування» | Нагороди та номінації фільму «Сортування» | Нагороди та номінації фільму «Сортування» | Нагороди та номінації фільму «Сортування» | Нагороди та номінації фільму «Сортування» |
| Рік                                       | Кінофестиваль/кінопремія                  | Категорія/нагорода                        | Номінант                                  | Результат                                 |                                           |
| ----------------------------------------- | ----------------------------------------- | ----------------------------------------- | ----------------------------------------- | ----------------------------------------- | ----------------------------------------- |
| 2009                                      | Римський міжнародний кінофестиваль        | «Золотий Марк Ауреліо»                    | Даніс Тановіч                             | Номінація                                 |                                           |